# We're Good
We're Good is een nummer van de Britse zangeres Dua Lipa. Het nummer werd uitgebracht op 11 februari 2021 via Warner Records. Het nummer werd uitgebracht als de eerste single van de heruitgave van het tweede studioalbum Future Nostalgia.

## Achtergrond
Na de release van Future Nostalgia kondigde Lipa aan dat er een deluxe heruitgave van het album zou worden uitgebracht. Ze kondigde de releasedatum in 2021 aan. In november 2020 onthulde ze dat de eerste single begin 2021 zou worden uitgebracht, samen met de videoclip die in december werd opgenomen. Op 3 februari 2021 kondigde Lipa officieel aan dat het nummer, getiteld "We're Good", op 11 februari zou worden uitgebracht.
De videoclip van het nummer is geïnspireerd op ondergang van de Titanic.

## Hitnoteringen

### Nederlandse Top 40
| Hitnotering: 20-02-2021 t/m 05-06-2021 | Hitnotering: 20-02-2021 t/m 05-06-2021 | Hitnotering: 20-02-2021 t/m 05-06-2021 | Hitnotering: 20-02-2021 t/m 05-06-2021 | Hitnotering: 20-02-2021 t/m 05-06-2021 | Hitnotering: 20-02-2021 t/m 05-06-2021 | Hitnotering: 20-02-2021 t/m 05-06-2021 | Hitnotering: 20-02-2021 t/m 05-06-2021 | Hitnotering: 20-02-2021 t/m 05-06-2021 | Hitnotering: 20-02-2021 t/m 05-06-2021 | Hitnotering: 20-02-2021 t/m 05-06-2021 | Hitnotering: 20-02-2021 t/m 05-06-2021 | Hitnotering: 20-02-2021 t/m 05-06-2021 | Hitnotering: 20-02-2021 t/m 05-06-2021 | Hitnotering: 20-02-2021 t/m 05-06-2021 | Hitnotering: 20-02-2021 t/m 05-06-2021 | Hitnotering: 20-02-2021 t/m 05-06-2021 | Hitnotering: 20-02-2021 t/m 05-06-2021 | Hitnotering: 20-02-2021 t/m 05-06-2021 |
| Week:                                  | 1                                      | 2                                      | 3                                      | 4                                      | 5                                      | 6                                      | 7                                      | 8                                      | 9                                      | 10                                     | 11                                     | 12                                     | 13                                     | 14                                     | 15                                     | 16                                     |                                        |                                        |
| -------------------------------------- | -------------------------------------- | -------------------------------------- | -------------------------------------- | -------------------------------------- | -------------------------------------- | -------------------------------------- | -------------------------------------- | -------------------------------------- | -------------------------------------- | -------------------------------------- | -------------------------------------- | -------------------------------------- | -------------------------------------- | -------------------------------------- | -------------------------------------- | -------------------------------------- | -------------------------------------- | -------------------------------------- |
| Positie:                               | 30                                     | 21                                     | 18                                     | 18                                     | 17                                     | 18                                     | 13                                     | 13                                     | 10                                     | 10                                     | 10                                     | 12                                     | 14                                     | 14                                     | 21                                     | 31                                     | uit                                    |                                        |

### NederlandseSingle Top 100
| Positie: | 35 | 27 | 27 | 28 | 27 | 26 | 27  | 26 | 26 | 25 | 25 | 25 | 32 | 35 |
| Week:    | 15 | 16 | 17 | 18 | 19 | 20 |     |    |    |    |    |    |    |    |
| Positie: | 57 | 43 | 50 | 69 | 81 | 96 | uit |    |    |    |    |    |    |    |

### VlaamseUltratop 50
| Positie: | 46 | 36 | 40 | 42 | 47 | 39 | 32 | 33 | 34 | 35 | 39 | 39 | 45 | 44 | uit |